# 1778

## Esdeveniments
Països Catalans
Resta del món
- 28 de juny - Freehold, Nova Jersey: Batalla de Monmouth, de la Campanya de Filadèlfia durant la Guerra d'Independència dels Estats Units.[1]
- 26 de novembre - Maui: James Cook esdevé el primer europeu que arriba a l'illa.
- S'autoritza els catalans a comerciar amb Amèrica
- Portugal cedeix Guinea Equatorial a Espanya
- Descobert el molibdè
- Georges-Louis Leclerc, comte de Buffon postula idees evolucionistes a les seves obres
- Richard Langdon treballa com a organista a Europa

## Naixements
- 22 de febrer, Danzig, Prússia: Arthur Schopenhauer, filòsof alemany (m. 1860)
- 25 de febrer, Yapeyú, Argentina: José de San Martín, militar, libertador de l'Argentina i el Perú (m. 1850)
- 25 de març, Yves: Sophie Blanchard, pionera de l'aeronàutica francesa, coneguda per les ascensions en globus aerostàtic (m. 1819).[2]
- 12 de juliol, Roncastaldo, Loiano: Maria Dalle Donne, metgessa, ginecòloga, professora italiana, directora de la Universitat de Bolonya (m. 1842).[3]
- 20 d'agost, Chillán Viejo, Xile: Bernardo O'Higgins, militar, cap d'independència de Xile (m. 1842)
- 23 de setembre, Buenos Aires, Argentina: Mariano Moreno, advocat, intel·lectual i home polític argentí (m. 1811)
- 24 d'octubre, Maracaibo, Veneçuela: Rafael Urdaneta, president de la Gran Colòmbia (m. 1845)
- 14 de novembre, Bratislava, Àustria-Hongria: Johann Nepomuk Hummel, compositor austríac (m. 1837)
- 6 de desembre, Sent Liunard, Regne de França: Joseph Louis Gay-Lussac, químic i físic francès (m. 1850).[4]
- 13 de desembre, Reisling: Johann Christian Markwort, tenor i escriptor musical alemany.
- 17 de desembre, Penzance, Cornualla: Humphry Davy, químic anglès (m. 1829)

## Necrològiques
Països Catalans
Resta del món
- 10 de gener, Uppsala (Suècia): Carl von Linné, taxonomista suec, autor del Systema Naturae (n.1707).
- 20 de febrer, Bolonya: Laura Bassi, física italiana, la primera professora i catedràtica d'una universitat europea (n. 1711).[5]
- 6 de març, Thomas Augustine Arne compositor anglès conegut sobretot per la seva melodia patriòtica Rule Britannia (n. 1710)[6]
- 30 de maig, París: Voltaire, escriptor i filòsof francès (n. 1694).[7]
- 2 de juliol, Ermenonville (França): Jean-Jacques Rousseau, escriptor i pensador francès (n. 1712).[8]
- 8 d'agost, Neuchâtelː Julie Bondeli, salonnière i dona de lletres suïssa.[9]